# Triphosa nigralbata
Triphosa nigralbata är en fjärilsart som beskrevs av W. Warren 1888. Triphosa nigralbata ingår i släktet Triphosa och familjen mätare. Inga underarter finns listade i Catalogue of Life.